# Leptophryne borbonica
Leptophryne borbonica är en groddjursart som först beskrevs av Johann Jakob von Tschudi 1838.  Leptophryne borbonica ingår i släktet Leptophryne och familjen paddor. IUCN kategoriserar arten globalt som livskraftig. Inga underarter finns listade i Catalogue of Life.